# Stephen Sommers
Stephen Sommers (* 20. März 1962 in Indianapolis, Indiana, Vereinigte Staaten) ist ein US-amerikanischer Regisseur, Drehbuchautor und Filmproduzent.

## Leben
Sommers besuchte die St. John’s University in Collegeville, Minnesota in den Vereinigten Staaten und die Universität von Sevilla in Spanien. Nachdem er sich mehrere Jahre in Europa als Theaterschauspieler und Manager von Musikgruppen versuchte, kehrte er in die Vereinigten Staaten zurück, besuchte dort die USC School of Cinema-Television und verfasste anschließend sein erstes Drehbuch.
Am Anfang war er an verschiedenen Jugendfilmen beteiligt. So verfilmte er 1993 sein eigenes Drehbuch von Die Abenteuer von Huck Finn, anschließend verfasste er das Skript für Tom und Huck. Dazwischen lag noch die Verfilmung eines anderen Jugendbuches, Das Dschungelbuch. Er produzierte eine Fernsehfassung von Oliver Twist mit Elijah Wood und Richard Dreyfuss. Mit Octalus – Der Tod aus der Tiefe (1998) wechselte er dann ins Horrorgenre. Die Mumie (1999) war die Neuverfilmung des gleichnamigen Klassikers von 1932 mit Boris Karloff.
Nach dessen Fortsetzung Die Mumie kehrt zurück (Drehbuch & Regie) verfasste er das Drehbuch des Spin-offs The Scorpion King. Allerdings überließ er Chuck Russell die Regie. Nachdem er mit der Mumie bereits eine der Horrorfiguren von Universal Pictures aufgriff, ließ Sommers gleich eine ganze Reihe von ihnen gegen Van Helsing antreten. Häufig arbeitete er bei seinen Filmen mit dem Filmeditor Bob Ducsay zusammen.
Sommers ist seit 1993 mit Jana Sommers verheiratet und hat zwei Kinder.

## Filmografie

### Drehbuch und Regie
- 1989: Heart Power (Catch Me If You Can)
- 1993: Die Abenteuer von Huck Finn (The Adventures of Huck Finn)
- 1994: Das Dschungelbuch (Rudyard Kipling’s The Jungle Book)
- 1998: Octalus – Der Tod aus der Tiefe (Deep Rising)
- 1999: Die Mumie (The Mummy)
- 2001: Die Mumie kehrt zurück (The Mummy Returns)
- 2004: Van Helsing
- 2009: G.I. Joe – Geheimauftrag Cobra (G.I. Joe: The Rise of Cobra)
- 2013: Odd Thomas

### Drehbuch
- 1994: Gunmen
- 1994: Das Dschungelbuch (Rudyard Kipling’s The Jungle Book)
- 1995: Tom und Huck (Tom and Huck)
- 2002: The Scorpion King

### Produzent
- 2002: The Scorpion King
- 2004: Van Helsing
- 2008: Die Mumie: Das Grabmal des Drachenkaisers (The Mummy: Tomb of the Dragon Emperor)
- 2008: Scorpion King: Aufstieg eines Kriegers (The Scorpion King 2: Rise of a Warrior)
- 2009: G.I. Joe – Geheimauftrag Cobra (G.I. Joe: The Rise of Cobra)
- 2013: Odd Thomas